# 国道64号線 (アメリカ合衆国)

国道66号線の標識

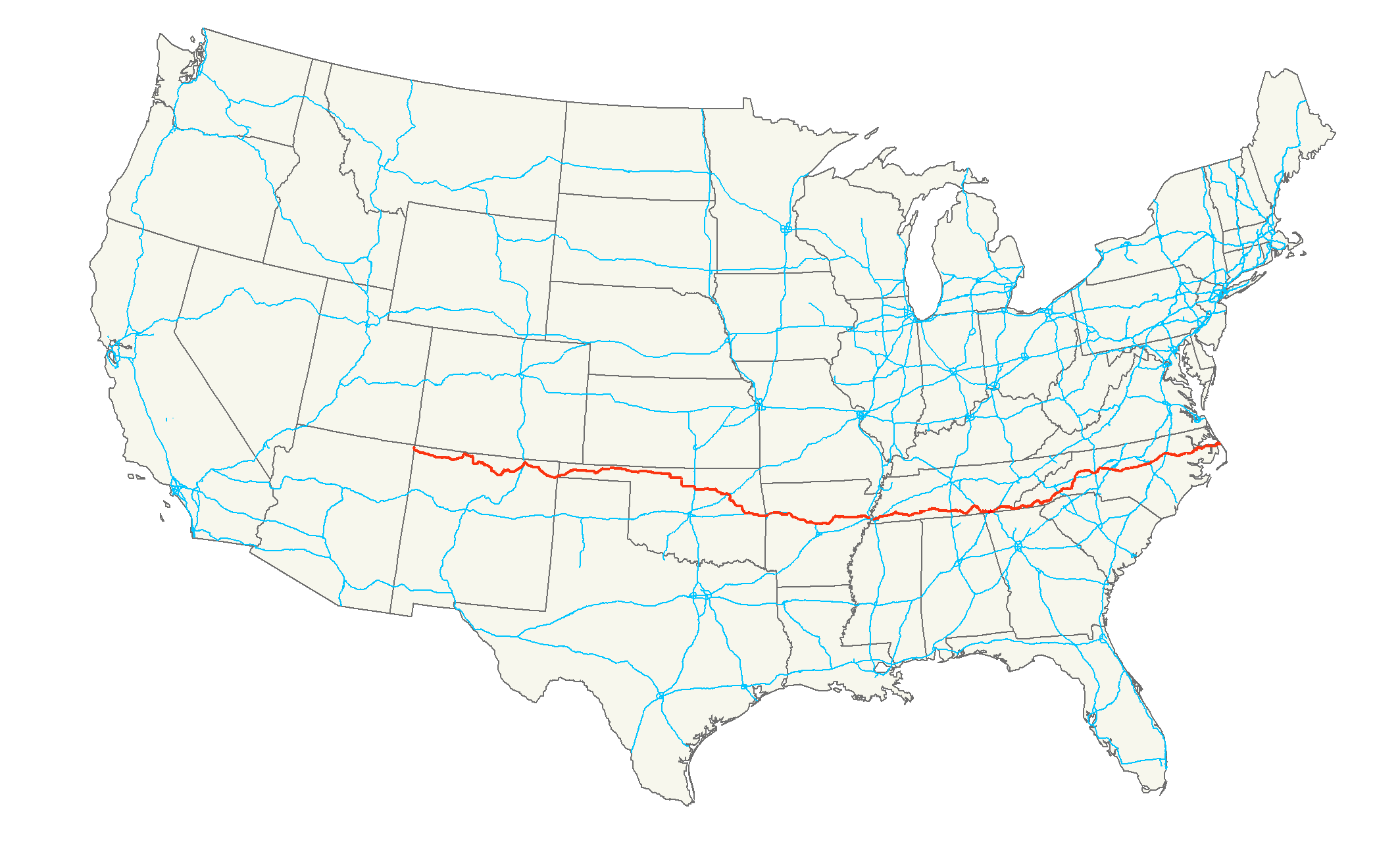
国道64号線を赤線で示す。

国道64号線（こくどう64ごうせん、U.S. Route 64）は、アメリカ合衆国中央を東部のノースカロライナ州ナッグスヘッド（Nags Head）と、西部のフォー・コーナーズを結んでいる。ナッグスヘッドはアウターバンクス砂州にあり、フォー・コーナーズはユタ州、コロラド州、ニューメキシコ州、アリゾナ州の4州が接触している所である。
この国道は全長が3,743km（2,326マイル）で、おおまかにいって州間高速道路40号線（I-40）にほぼ平行している。

## 沿道の州と主な都市
国道64号線は以下の6州（主な都市）を通る。
- ノースカロライナ州 - ナッグスヘッド、ロアノーク島、ロッキーマウント（I-95と交差）、ローリー（国道1号線と交差）、I-85と交差
- テネシー州 - ナッシュビルのすぐ南（I-65と交差）、チャタヌーガ（I-75と交差、メンフィス (I-40と交差)
- アーカンソー州 - I-55と交差、リトルロックのすぐ北
- オクラホマ州 - タルサ、I-35と交差
- ニューメキシコ州 - I-25と交差、ファーミントン
- アリゾナ州 - ティークノスポス小村 (Teec Nos Pos)

## 参照項目
- 国道60号線 (U.S. Highway 60)